# Anton Flešár
Anton Flešár (Stropkov, 8 de maio de 1944 – 11 de abril de 2024) foi um futebolista profissional eslovaco que atuou como goleiro.

## Carreira
Flešár jogou no Dukla Praha, com o qual conquistou o campeonato nacional em 1966. Também defendeu o Lokomotíva Košice, onde ganhou a Copa da Tchecoslováquia. Fez parte do elenco da Seleção Checoslovaca, na Copa de 70.

## Morte
Flešár morreu em 11 de abril de 2024, aos 79 anos.